# Alcolismo
L'alcolismo o etilismo è una sindrome patologica costituita dalla dipendenza al consumo di alcol. In clinica ci si riferisce all'alcolismo anche mediante l'utilizzo del termine latino potus («bere, bevuta») per indicare la compulsione a bere alcolici.
È caratterizzato da un consumo compulsivo di alcol, a scapito delle relazioni sociali del bevitore, della sua posizione sociale e della sua salute. Come per le dipendenze da droghe, l'alcolismo è considerato una malattia curabile. Il termine alcolismo è ampiamente usato ed è stato coniato nel 1849 da Magnus Huss, ma in medicina il termine è stato sostituito dal concetto di "abuso di alcol" e "dipendenza da alcol" come specificato nel DSM III del 1980. Allo stesso modo, nel 1979, un comitato dell'Organizzazione Mondiale della Sanità (OMS) ha consigliato l'abbandono dell'uso del termine "alcolismo" come entità diagnostica, preferendo la categoria di "sindrome da dipendenza da alcol".
L'OMS ha definito la dipendenza patologica come una "condizione psichica e fisica derivante dall'interazione tra un organismo vivente e una sostanza tossica, caratterizzata da risposte comportamentali e da altre reazioni, che comprendono un bisogno compulsivo di assumere la sostanza". Nello specifico gli studi del 2014 di Cuzen e Stein definiscono il passaggio da uno stato di abuso a uno di dipendenza usando nozioni quali "impulsività" e "compulsività". Questi autori infatti pongono tale stato di dipendenza proprio al limite di queste due condizioni psicologiche. La fase iniziale del disturbo derivante dalla dipendenza da alcol si caratterizza per una tendenza all'impulsività che si traduce in una predisposizione ad avere reazioni rapide, un basso livello di inibizione e assenza di riflessione sulle decisioni adottate. Lo stato di compulsività, invece, si verifica dopo un periodo prolungato di assimilazione di sostanze alcoliche e si caratterizza per "comportamenti persistenti privi di obiettivi e inappropriati alle situazioni" che hanno come sola finalità l'evasione dalla realtà. La condotta legata all'assunzione, infatti, in tale fase è connessa a determinati stimoli e non alla mera ricerca del piacere, come nella condizione di impulsività. Dalla prospettiva neurobiologica si può descrivere il passaggio dall'abuso alla dipendenza come "il cambiamento nel controllo delle risposte, che passa dalla corteccia prefrontale a quella striale".
I meccanismi biologici alla base dell'alcolismo sono incerti, tuttavia, fattori di rischio includono l'ambiente sociale, lo stress, la salute mentale, la predisposizione genetica, l'età, l'etnia e il sesso. L'abuso a lungo termine di alcol produce cambiamenti fisiologici nel cervello, come la tolleranza e la dipendenza fisica. Tali cambiamenti, relativi alla chimica del cervello, portano l'alcolista all'incapacità compulsiva di smettere di bere. I danni dall'abuso di alcol colpiscono quasi ogni organo del corpo, compreso il cervello, causando una serie di disturbi fisici e psichici.
L'alcolismo è la presenza costante della tolleranza, dell'astinenza e dell'uso eccessivo di alcol. L'incapacità del bevitore di controllarne l'assunzione, nonostante la consapevolezza del danno alla propria salute, indica che la persona potrebbe essere un alcolizzato. La diagnosi è realizzabile grazie a dei questionari e la disintossicazione avviene per mezzo di terapie di gruppo e con l'utilizzo di farmaci come le benzodiazepine, utilizzate per la cura dei sintomi dell'astinenza. Spesso gli alcolisti risultano dipendenti anche da altre sostanze, per la maggior parte da benzodiazepine; ciò può richiedere ulteriori cure mediche. Rispetto agli uomini, le donne sono più sensibili all'alcol e più inclini a subire i deleteri effetti fisici, cerebrali e psicologici. Le stime dell'OMS parlano di 140 milioni di alcolisti in tutto il mondo.

## Storia
L'uso smodato di alcol ha una lunga storia. Fonti bibliche, egiziane e babilonesi riportano storie di abuso e di dipendenza da esso. In alcune antiche civiltà l'alcol era adorato mentre in altre il suo abuso veniva condannato. La definizione di alcolismo cronico e le sue conseguenze negative mediche non sono state stabilite fino al XVIII secolo. Nel 1647, un monaco greco di nome Agapios per primo documentò che l'abuso cronico di alcol è associato a tossicità a livello del sistema nervoso e a una vasta gamma di altri disturbi medici, come convulsioni, paralisi ed emorragie interne.
Nel 1920 sia per gli effetti dell'abuso di alcol e ubriachezza cronica, sia per ragioni politiche, si decise negli Stati Uniti di perorare il proibizionismo, che fu applicato soltanto per un breve periodo. Nel 2005 i costi annuali sostenuti dall'economia statunitense a causa della dipendenza e dall'abuso di alcol sono stati stimati in circa 220 miliardi di dollari all'anno, più del cancro e dell'obesità.

## Epidemiologia
nessun dato
     meno di 50
     50–150
     150–250
     250–350
     350–450
     450–550
     550–650
     650–750
     750–850
     850–950
     950–1050
     >1050

Disability-adjusted life year per alcolismo per 100000 abitanti nel 2002 (Fonte: OMS)
nessun dato
meno di 50
50–150
150–250
250–350
350–450
450–550
550–650
650–750
750–850
850–950
950–1050
>1050

Governi di molti paesi sono chiamati ad affrontare i problemi di salute pubblica derivati dall'utilizzo di sostanze. Tra i pazienti che si sottopongono ai trattamenti medici nei casi di dipendenza e/o abuso, la maggior parte di essi sono legati all'alcol. Nel 2001, nel Regno Unito, il numero di "bevitori dipendenti", è stato calcolato in oltre 2,8 milioni di individui. Circa il 12% degli americani adulti ha sperimentato un problema di dipendenza da alcol per almeno una volta nella sua vita. L'OMS stima che circa 140 milioni di persone nel mondo soffrano di dipendenza da alcol. Negli Stati Uniti e in Europa occidentale, dal 10 al 20 per cento degli uomini e dal 5 al 10 per cento delle donne, in un momento della loro vita, raggiungono i criteri medici per essere considerati alcolisti.
All'interno della comunità medica e scientifica vi è un ampio consenso nel considerare l'alcolismo come uno stato di malattia. Per esempio, l'American Medical Association considera l'alcol una droga e afferma che "la tossicodipendenza è una malattia cronica recidivante del cervello caratterizzata dalla ricerca compulsiva di droga e nel suo utilizzo nonostante le conseguenze spesso devastanti. È il risultato di una complessa interazione di vulnerabilità biologica, dell'esposizione ambientale e di fattori di sviluppo (ad esempio, lo stadio di maturazione del cervello)".
L'alcolismo ha una maggiore prevalenza tra gli uomini, anche se negli ultimi decenni, la percentuale di alcolisti di sesso femminile è aumentata. Le evidenze suggeriscono che per il 50%-60% degli uomini e delle donne, l'alcolismo ha cause genetiche, lasciando il 40%-50% alle influenze ambientali. La maggior parte degli alcolisti sviluppa la dipendenza durante l'adolescenza o in età adulta.

## Cause
Una serie complessa di fattori genetici e ambientali influenzano il rischio di incorrere nell'alcolismo. I geni che controllano il metabolismo dell'alcol sono anch'essi responsabili nell'aumentare il rischio di svilupparlo, ciò può essere indicato da una storia familiare di dipendenza. Uno studio ha individuato che l'uso di alcol in età precoce può influenzare l'espressione dei geni che ne aumentano il rischio.
Gravi traumi infantili sono associati ad un aumento generale del rischio di dipendenza da sostanze. Anche la mancanza di sostegno da parte della famiglia e degli amici è un fattore negativo. La predisposizione genetica e l'età adolescenziale sono associate ad una maggiore sensibilità agli effetti neurotossici dell'abuso cronico di alcol.

### Genetica
Esistono differenze genetiche, tra i diversi gruppi etnici, che influenzano il rischio di sviluppare la dipendenza all'alcol.
Per esempio, esistono differenze tra paesi dell'Africa, dell'Asia orientale e negli Indo-gruppi nel modo cui metabolizzano l'alcol.
Si ritiene che questi fattori genetici possano spiegare, almeno in parte, i diversi tassi di dipendenza da alcol tra i gruppi etnici.
L'alcol deidrogenasi allele ADH1B*3 provoca un metabolismo più rapido dell'alcol. L'allele ADH1B*3 si trova solo nella popolazione di discendenza africana e in alcune tribù di nativi americani. Gli afro-americani e i nativi americani, che possiedono questo allele, hanno perciò un ridotto rischio di incorrere nell'alcolismo.
I nativi americani, tuttavia, presentano un'incidenza di alcolismo significativamente più alta rispetto alla media; non è chiaro perché ciò accada.
Altri fattori di rischio legati agli aspetti culturali e ambientali, come ad esempio un trauma psicologico, sono stati proposti per spiegare i più alti tassi di alcolismo tra i nativi americani rispetto ai livelli di alcolismo presenti nella popolazione caucasica.

## Segni e sintomi

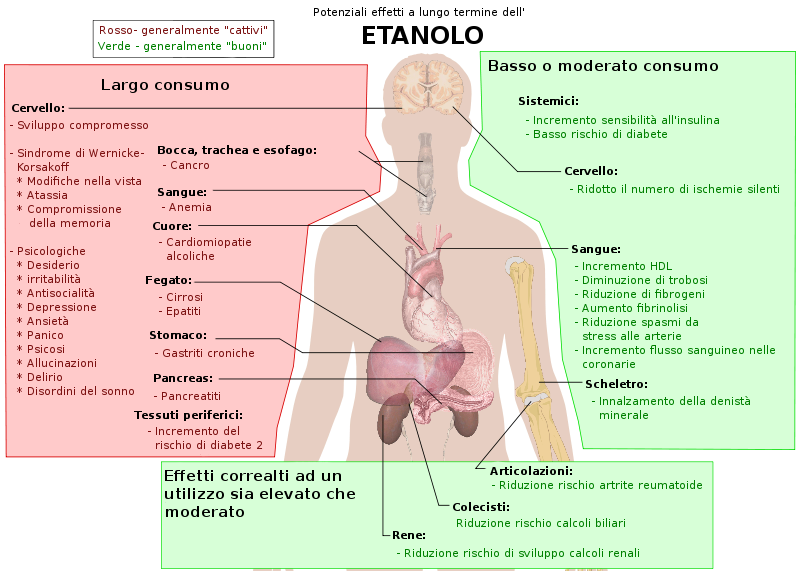
Effetti ritenuti positivi e negativi a lungo termine dell'etanolo sul corpo

### Uso eccessivo a lungo termine
L'alcolismo comporta una maggiore tolleranza e una dipendenza fisica dall'alcol. Ciò colpisce la capacità dell'individuo di controllarne il consumo e la sua incapacità a smettere. L'alcolismo può avere effetti negativi sulla salute mentale, causando disturbi psichiatrici e aumentando il rischio di suicidio.

#### Sintomi fisici
L'abuso a lungo termine di alcol può causare una serie di condizioni cliniche, tra cui: cirrosi epatica, pancreatite cronica, epilessia, polineuropatia, sindrome di Wernicke-Korsakoff, malattie cardiache, carenze nutrizionali e disfunzioni sessuali. Talvolta queste complicanze possono portare ad un esito fatale. Altri effetti sulla salute includono un aumentato rischio di sviluppare malattie cardiovascolari, il malassorbimento dei nutrienti, malattie epatiche dovute all'alcol e il cancro. Il danno epatico è dovuto al metabolismo dell'etanolo. L'etanolo viene ossidato dall'alcol deidrogenasi ad acetaldeide e quest'ultima ad acetato. L'acetato ed il cofattore NADH prodotti in eccesso, inibiscono il normale metabolismo aerobico del ciclo di Krebs, spostando l'attenzione della cellula verso il metabolismo lipidico, con la sintesi di trigliceridi che portano alla steatosi del fegato. L'accumulo di lipidi provoca sia la compressione meccanica del circolo sanguigno locale (sinusoidi epatici), sia la suscettibilità della cellula alla perossidazione lipidica e alla propagazione del danno da radicali liberi, con eventuale effetto genotossico e aumento del rischio di sviluppare il cancro.
Con un consumo di alcol sostenuto, possono verificarsi danni al sistema nervoso centrale e al sistema nervoso periferico.
Le donne sviluppano complicanze da dipendenza da alcol più rapidamente rispetto agli uomini. Inoltre, le donne, hanno un tasso di mortalità superiore a causa dell'alcolismo. Esempi di complicanze a lungo termine includono: danni al cervello, al cuore, al fegato e un aumento del rischio di cancro al seno. Inoltre, l'eccessivo consumo di alcol può avere un effetto negativo sulla capacità riproduttiva, come la riduzione della massa ovarica, problemi o irregolarità nel ciclo mestruale e menopausa precoce.

#### Sintomi neuropsichiatrici
L'abuso a lungo termine di alcol può causare una vasta gamma di problemi di salute mentale. Gravi problemi cognitivi non sono rari. Circa il 10 per cento dei casi di demenza sono legati al consumo di alcol, il che lo rende la seconda causa.
Disturbi psichiatrici sono comuni negli alcolisti, con il 25% di essi che ne soffre di gravi. I sintomi più frequenti sono ansia e depressione. Psicosi, confusione e sindrome cerebrale organica possono essere causate dall'abuso di bevande alcoliche e ciò può portare ad un'errata diagnosi di schizofrenia. Attacchi di panico possono svilupparsi o aumentare nei soggetti dediti all'alcol.
La correlazione del disturbo depressivo maggiore e l'alcolismo è ben documentata. Vengono fatte delle distinzioni tra episodi depressivi dovuti all'astinenza dall'alcol ("indotti da sostanze") e di episodi depressivi primari non associati alla dipendenza ("episodi indipendenti"). Un utilizzo supplementare di altri farmaci può aumentare il rischio di depressione.
I disturbi psichiatrici variano a seconda del sesso. Le donne, dedite all'alcol, presentano spesso anche sintomi psichiatrici come depressione, ansia, attacchi di panico, bulimia, disturbo post-traumatico da stress (PTSD) o disturbo borderline di personalità. Gli uomini alcolisti sviluppano disturbi della personalità di tipo narcisistico, antisociale, disturbo bipolare, schizofrenia, sindrome da deficit di attenzione e iperattività. Le donne affette da alcolismo hanno maggiori probabilità di avere una storia di violenza fisica o sessuale, spesso domestica, rispetto alla popolazione generale.

#### Effetti sociali
I problemi sociali derivanti dall'alcolismo sono gravi e causati dalla alterazione patologica del cervello e dagli effetti inebrianti dell'alcol. L'abuso di alcol è associato ad un aumentato rischio di commettere reati, compresi gli abusi sui minori, violenze domestiche, stupro, furti e aggressioni. L'alcolismo porta spesso alla perdita del proprio posto di lavoro, con possibili conseguenti problemi finanziari. Bere in momenti inappropriati può portare a conseguenze legali, come la denuncia penale per guida in stato di ebbrezza o a sanzioni civili per comportamenti illeciti.
Il comportamento di un alcolizzato può avere un impatto profondo in coloro che gli stanno vicino e può portarlo all'isolamento dalla famiglia e dagli amici. Ciò può portare a conflitti coniugali e divorzi o contribuire ai casi di violenza domestica. L'alcolismo può anche portare all'abbandono dei propri figli, con conseguente danno permanente per lo sviluppo emotivo di essi.

### Astinenza da alcol
Come nel caso di sostanze con simili meccanismi sedativi-ipnotici, come i barbiturici e le benzodiazepine, l'uscita dalla dipendenza da alcol può essere fatale se non viene correttamente gestita. L'effetto primario dell'alcol è l'aumento della stimolazione del recettore GABAA, promotore della depressione del sistema nervoso centrale. Con il ripetuto consumo di alcol, questi recettori vengono desensibilizzati e ridotti di numero, con la conseguente tolleranza e dipendenza fisica. Quando il consumo di alcol viene interrotto troppo bruscamente, il sistema nervoso della persona soffre. Questo può portare a sintomi che includono ansia, attacchi epilettici, delirium tremens, allucinazioni e scompensi cardiaci. Altri neurotrasmettitori sono coinvolti, in particolare la dopamina, il NMDA e il glutammato.
I sintomi acuti da astinenza tendono a diminuire dopo 1-3 settimane. Sintomi meno gravi (ad esempio, l'insonnia e l'ansia) possono continuare a far parte della sindrome da astinenza anche dopo un anno o più. I sintomi da astinenza cominciano poi a placarsi quando il sistema nervoso tende a ripristinare il suo funzionamento verso la normalità.

## Diagnosi

### Barriere sociali
Atteggiamenti e stereotipi sociali possono creare ostacoli alla rilevazione e al trattamento dell'abuso di alcol, specialmente nelle donne. La paura della stigmatizzazione sociale può portare le donne a negare di essere affette da una condizione medica e le può portare a bere in solitudine. Questo fatto, a sua volta, porta la famiglia, i medici e i conoscenti ad essere meno propensi a sospettare che una donna sia alcolizzata. Al contrario, la ridotta paura della stigmatizzazione può condurre gli uomini ad ammettere più facilmente la loro condizione e a portarli a bere in gruppo e a mostrarsi pubblicamente.

### Screening
Diversi strumenti possono essere utilizzati per rilevare una perdita di controllo nel consumo di alcol. Questi strumenti sono strutturati come questionario. Essi si avvalgono di un punteggio o riscontro che riassume la gravità generale del consumo di alcol.
Il questionario CAGE, chiamato per le sue quattro domande, è un esempio che può essere utilizzato per inquadrare velocemente i pazienti.
Due risposte affermative indicano che la situazione del paziente deve essere approfondita ulteriormente. Il questionario pone le seguenti domande:
| Questionario CAGE |
| --- |
| - Cut down Ha mai avvertito la necessità di ridurre l'assunzione di alcol? - Annoyed È mai stato infastidito da persone che hanno criticato la sua eccessiva assunzione di alcolici? - Guilty Si è mai sentito in colpa o a disagio per aver assunto degli alcolici? - Eye opener Ha mai bevuto un bicchiere appena sveglio per combattere l'ansia o eliminare i postumi della sbornia? |

Il questionario CAGE ha dimostrato un'elevata efficacia nel rilevare problemi alcol correlati. Tuttavia ha dei limiti nelle persone con problemi alcol correlati meno gravi, con le donne bianche e con gli studenti universitari.
Altri test sono a volte utilizzati per la rilevazione della dipendenza da alcol, come ad esempio:
- L'Alcohol Dependence Data Questionnaire, che è un test diagnostico più sensibile rispetto al questionario CAGE. Esso aiuta a distinguere una diagnosi di dipendenza da un uso normale di alcol.[79]
- Il Michigan Alcohol Screening Test (MAST) è uno strumento di screening per l'alcolismo ampiamente utilizzato dai tribunali per determinare la condanna appropriata per individui in giudizio per reati connessi con l'alcol,[80] di cui la guida in stato di ebbrezza è il più comune.
- L'Alcohol Use Disorders Identification Test (AUDIT) è un questionario di screening sviluppato dall'OMS ed è unico nel suo genere in quanto è stato convalidato in sei paesi e viene usato a livello internazionale. Come il questionario CAGE, utilizza una serie di semplici domande, un punteggio elevato comporta la necessità di un approfondimento diagnostico.[81]
- Il Paddington Alcohol Test (PAT) è stato pensato per lo screening dei problemi alcol correlati tra quelli che hanno sviluppato infortuni e hanno dovuto accedere alle strutture di pronto soccorso.[82]

### Test predisposizione genetica
Studi evidenziano come l'alcolismo non abbia una singola causa, tra cui una genetica, ma che i geni svolgano comunque un ruolo importante influenzando i processi del corpo e del cervello che interagiscono tra loro e con la vita di un individuo. Sono stati evidenziati meno di una dozzina di geni correlabili all'alcolismo, ma probabilmente altri devono essere ancora scoperti.
Almeno un test genetico esiste per un allele correlato alla dipendenza da alcol e da oppiacei. Il gene umano del recettore della dopamina ha una variazione rilevabile, denominata polimorfismo DRD2 TaqI. Coloro che possiedono l'allele A1 (variazione) di questo polimorfismo hanno una piccola tendenza, ma significativa, verso la dipendenza da oppiacei ed endorfine che vengono rilasciate da sostanze come l'alcol. Anche se questo allele è leggermente più comune negli alcolisti e nei tossicodipendenti da oppiacei, non è per sé un fattore predittivo adeguato di alcolismo e alcuni ricercatori sostengono che le prove per DRD2 siano contraddittorie.

### La diagnosi DSM
La diagnosi DSM-IV di dipendenza da alcol rappresenta un approccio alla definizione di alcolismo. Secondo il DSM-IV, una diagnosi di dipendenza da alcol è:

### Gli esami delle urine e del sangue
Esistono test affidabili per l'uso effettivo di alcol. Un test comune è la ricerca di esso nel sangue cioè l'alcolemia (BAC). Questi test non distinguono gli alcolisti dai non-alcolisti, tuttavia, l'abitudine a bere per lungo tempo porta ad effetti più persistenti su alcuni parametri di laboratorio, tra cui:
- Macrocitosi (globuli rossi di dimensioni elevate)
- GGT elevata
- Aumento moderato di AST e ALT e un rapporto AST: ALT rapporto di 2:1
- Alta transferrina carboidrato carente (CDT) o transferrina desialata, considerata uno dei test più affidabili al momento, per la diagnosi e per identificare le ricadute[88].

Ciò nonostante, nessuno di questi esami del sangue per marcatori biologici può essere utilizzato come metodo di screening.

## Prevenzione
Nel corso degli anni, l'OMS, l'Unione europea, altri organismi, governi e parlamenti nazionali, hanno adottato politiche sull'alcol, al fine di ridurre i danni da alcolismo. Il target di questi interventi è stato indirizzato verso gli adolescenti o i giovani adulti. Tra le iniziative intraprese si possono citare: l'aumento dell'età minima in cui è consentito acquistare bevande alcoliche e il divieto di pubblicizzarle. Sono inoltre state realizzate campagne basate sui mass-media per informare sulle conseguenze dell'abuso di alcolici. Sono inoltre state suggerite delle linee guida per genitori e per adolescenti con problemi di alcolismo.

## Trattamento
I trattamenti per l'alcolismo sono molteplici. La maggior parte di essi si concentra su come aiutare le persone ad interrompere l'assunzione di alcol, dalla modifica dello stile di vita e dal sostegno sociale, al fine di aiutarli a resistere a un ritorno al consumo di prodotti alcolici. Dal momento che l'alcolismo coinvolge molteplici fattori che favoriscono una persona a continuare a bere, tutti questi devono essere affrontati al fine di prevenire una ricaduta.
Un esempio di questo tipo di trattamento di disintossicazione può essere strutturato da una combinazione di terapia di supporto con la partecipazione a gruppi di auto aiuto e dal continuo sviluppo della forza di volontà. Le comunità di trattamento per l'alcolismo, generalmente sostengono l'astinenza totale con un approccio di tolleranza zero verso gli alcolici, ma ve ne sono alcune che promuovono una progressiva riduzione.

### Disintossicazione
La disintossicazione dall'alcol è un arresto brusco del suo consumo, realizzato spesso grazie alla sostituzione con dei farmaci, come le benzodiazepine, che hanno effetti simili e prevengono l'astinenza. Gli individui ritenuti a rischio solo di lievi o moderati sintomi di astinenza, possono disintossicarsi come pazienti ambulatoriali. Diversamente, persone più a rischio da sindrome da interruzione grave, così come coloro che hanno condizioni di comorbidità significative o acute, vengono generalmente trattate con un ricovero ospedaliero.
La disintossicazione non è in realtà considerata un trattamento per l'alcolismo, ma il primo passo verso l'inizio di altri programmi indirizzati alla riduzione del rischio di recidive.

### Terapia di gruppo e psicoterapia

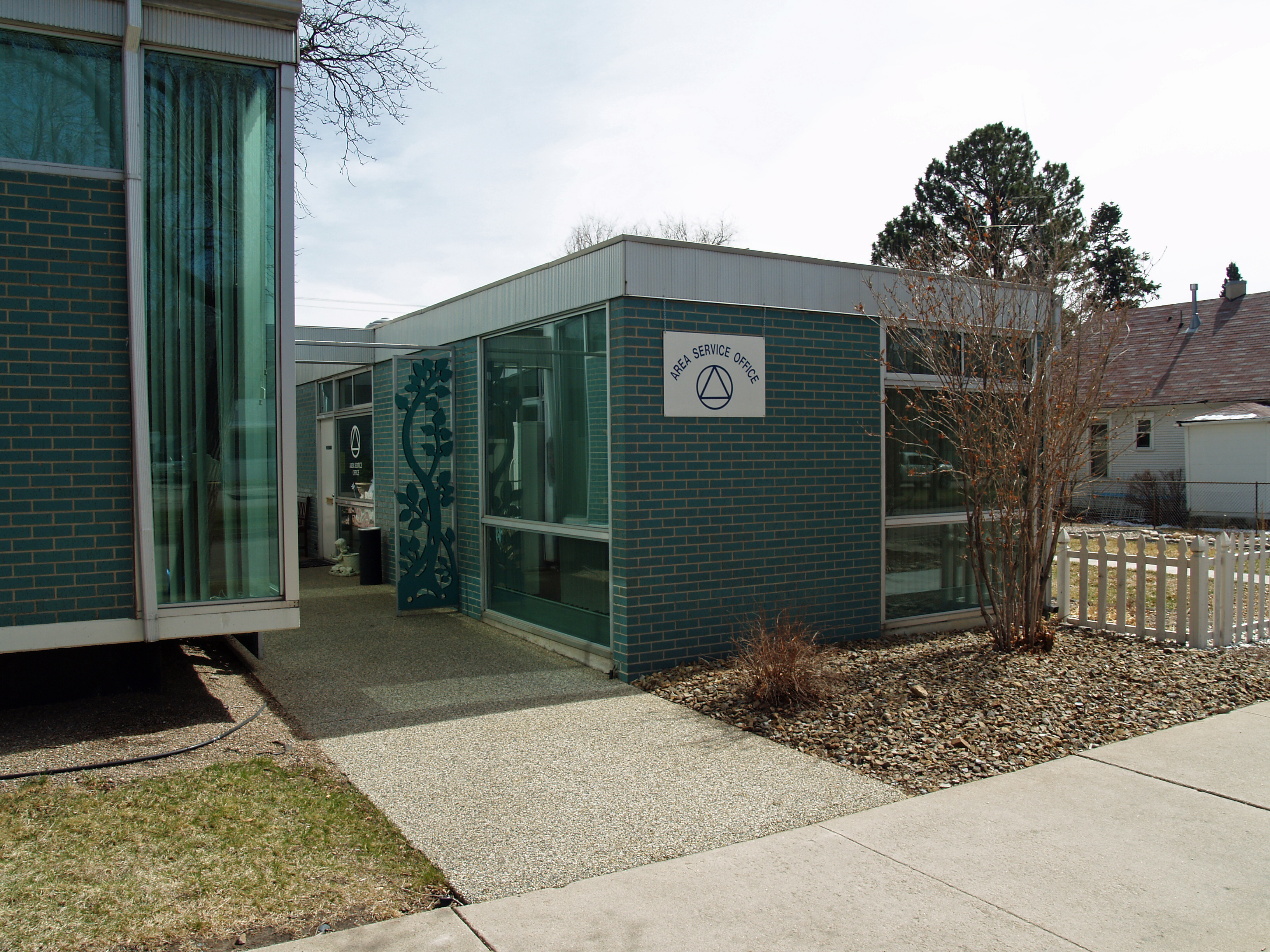
Centro degli Alcolisti Anonimi.

Varie forme di terapia di gruppo o di psicoterapia possono essere utilizzate per affrontare i problemi psicologici sottostanti correlati alla dipendenza da alcol oltre a fornire elementi di prevenzione dalle ricadute. Il mutuo-aiuto di un gruppo di consulenza è uno dei modi più comuni per aiutare gli alcolisti mantenere la sobrietà. Alcolisti Anonimi è stata una delle prime organizzazioni create per fornire reciproco aiuto non professionale ed è ancora la più grande. Altri includono, SMART Recovery, Women For Sobriety e gruppi Familiari Al-Anon (questi ultimi per amici e familiari di alcolisti).
Un'analisi di studi precedenti suggerisce che la terapia psichedelica potrebbe avere un ruolo nel trattamento dell'alcolismo.

### Razionamento e moderazione
I programmi di razionamento e moderazione consentono di non dover portare l'alcolista alla completa astinenza. Mentre la maggior parte degli alcolisti non sono in grado di limitare il loro consumo, alcuni riescono a tornare a bere in maniera moderata. Uno studio del 2002 della statunitense National Institute on Alcohol Abuse and Alcoholism (NIAAA) ha dimostrato che il 17,7% degli individui diagnosticati come alcolisti dopo un anno torna ad un basso rischio di dipendenza. Questo gruppo di ex-alcolisti, tuttavia, ha mostrato meno i sintomi iniziali della dipendenza. Successivi studi hanno dimostrato che in un arco di tempo superiore, chi non è riuscito a smettere del tutto di bere è soggetto a frequenti ricadute.

### Farmaci
Una varietà di farmaci possono essere prescritti come una parte del trattamento per l'alcolismo.

#### I farmaci attualmente in uso

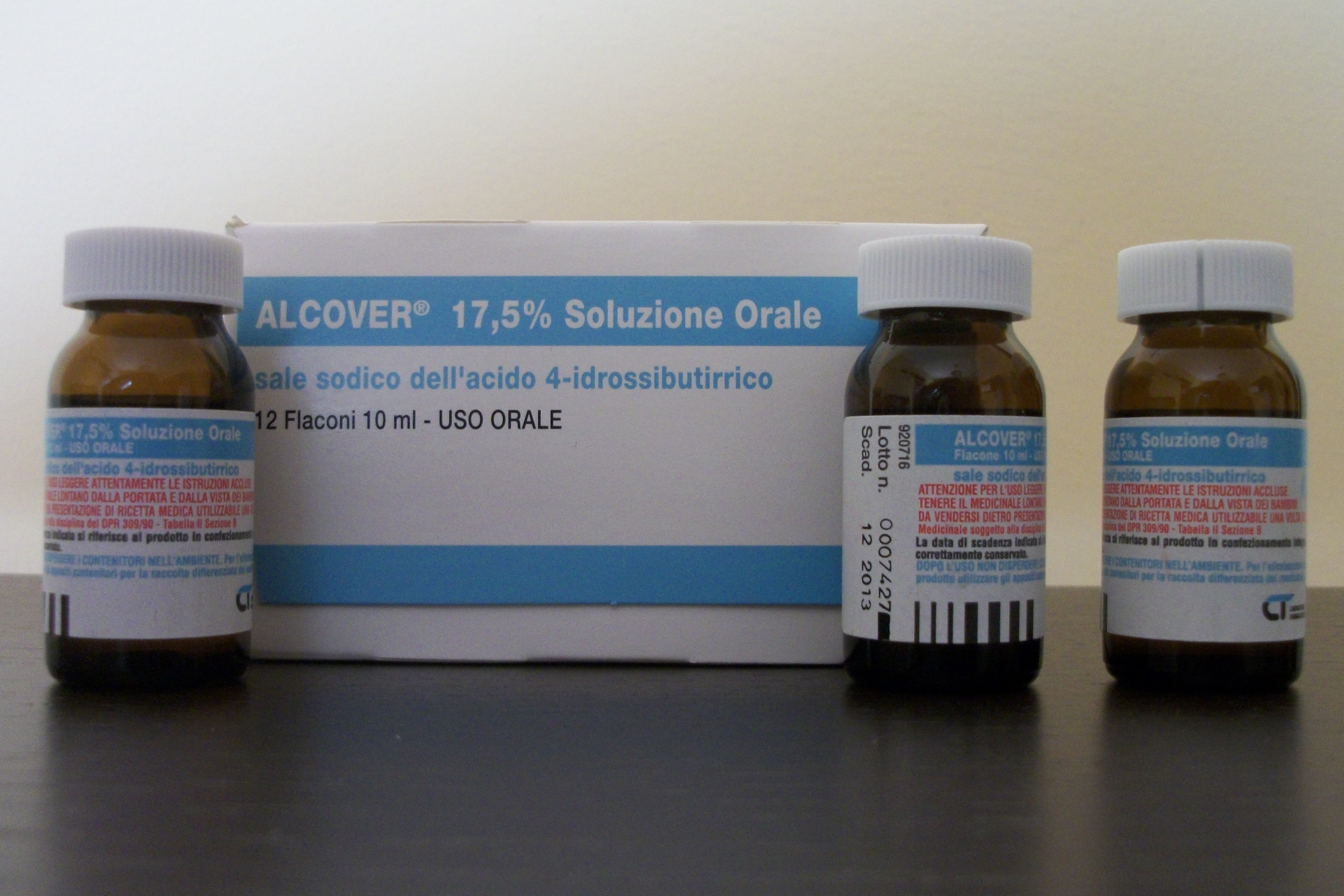
Flaconcini di Alcover

- Disulfiram (Antabuse; Etiltox): impedisce l'eliminazione dell'acetaldeide, una sostanza chimica che il corpo produce quando il quantitativo di etanolo scende. L'acetaldeide è di per sé la causa di alcuni sintomi postumi del consumo di alcol. L'effetto complessivo è il grave disagio che si ha dopo l'assunzione di alcol: una sbornia estremamente rapida e di lunga durata. Questo scoraggia l'etilista dal bere in quantità significative mentre è sotto l'effetto del farmaco. Un recente studio, durato nove anni, ha rilevato che l'assunzione sotto controllo di questo farmaco, correlato ad un programma di trattamento completo, ha portato ad un tasso di astinenza di oltre il 50%.[98]
- Calcio carbimide (Temposil): agisce nello stesso modo dell'Antabuse ha però un vantaggio in quanto gli effetti avversi occasionali del disulfiram, come l'epatotossicità e la sonnolenza, non si verificano con questo farmaco.[98][99]
- Sodio oxibato (Alcover): è un metabolita dell'acido gamma-aminobutirrico, dotato di funzioni di neurotrasmettitore e di neuro modulatore. È in grado di interferire con l'attività cerebrale di vari neurotrasmettitori producendo effetti “alcol-mimetici”.[100][101] Questi dati vanno considerati alla luce dei rischi connessi allo sviluppo di craving ed episodi di abuso, suggerendo lo stretto monitoraggio clinico durante la somministrazione di questa molecola.[102]
- Naltrexone e nalmefene: sono antagonisti competitivi dei recettori degli oppioidi, e di fatto funzionano bloccando gli effetti delle endorfine e degli oppiacei. Sono usati per diminuire il desiderio di alcol e incoraggiare l'astinenza. L'alcol induce il corpo a rilasciare endorfine che a sua volta rilasciano dopamina e attivano i percorsi ricompensa. Il naltrexone e il nalmefene quindi, quando sono assunti, portano a una riduzione degli effetti piacevoli del consumo dell'alcol.[103][104]
- Acamprosato (Campral): stabilizza la trasmissione sinaptica cerebrale, alterata a causa della dipendenza da alcol, attraverso l'azione antagonista del glutammato, un neurotrasmettitore che è iperattivamente espresso nella fase successiva all'astinenza.[105] Nel 2010 studi clinici hanno dimostrato che Acamprosate riduce l'incidenza delle recidive tra le persone dipendenti dall'alcol.[106]
- La vitamina B1 (tiamina): ha un ruolo preventivo nella prevenzione della carenza (sindrome di Wernicke-Korsakoff) indotta dall'alcolismo, insieme alle altre vitamine del gruppo B.[107]
- L'Ondansetron: un antagonista del recettore 5HT3, è efficace nel trattamento dell'alcolismo in associazione al naltrexone.[108]

Uno studio condotto su un numero elevato (maggiore di 27000) di persone dipendenti da alcol, ha dimostrato l'efficacia dei sopraindicati farmaci nel trattamento di tale dipendenza.

#### Farmaci sperimentali
- Topiramato: un derivato dello zucchero naturale monosaccaride D-fruttosio, è stato dimostrato efficace nell'aiutare gli alcolisti a smettere o a ridurre la quantità di alcol assunto. L'evidenza suggerisce che il topiramato, antagonista dei recettori del glutammato, inibisca il rilascio di dopamina. Una revisione del 2008 della efficacia del topiramato ha concluso che i risultati degli studi pubblicati sono promettenti, tuttavia fino a quella data, i dati in possesso erano insufficienti per sostenere l'utilizzo di questo farmaco come uno strumento di prima linea per combattere la dipendenza da alcol.[110] Al 2010, successivi studi hanno dimostrato che l'effetto del topiramato può essere superiore ad altri preparati farmacologici, riducendo significativamente il desiderio di bere e gli effetti delle crisi di astinenza, oltre a migliorare la qualità della vita durante la disintossicazione.[111]
- Baclofene: un miorilassante ad azione centrale, appartenente alla classe dei derivati dell'acido γ-amminobutirrico (GABA) e impiegato principalmente nel trattamento della spasticità. Il farmaco si è dimostrato utile nel favorire l'astinenza dall'alcol nei soggetti con cirrosi epatica di origine alcolica.[112] La somministrazione di alte dosi di baclofene sembra inoltre avere un ruolo nella riduzione del craving[113] e della sindrome da astinenza negli alcolisti; tuttavia altri studi non confermano tali risultati, rendendo necessarie ulteriori analisi in merito.[114]

#### Interazioni farmacologiche
- Benzodiazepine: sono ritenute utili nella gestione dell'astinenza acuta da alcol, ma se usate a lungo termine portano ad un risultato peggiore dell'alcolismo stesso. Alcolisti con assunzione cronica di benzodiazepine presentano un tasso più basso per il raggiungimento dell'astinenza da alcol rispetto a quelli che non le prendono. Questa classe di farmaci viene comunemente prescritta agli alcolisti per curare l'insonnia o per la gestione dell'ansia.[115] L'utilizzo di benzodiazepine o sedativi ipnotici nei soggetti in recupero, comporta un alto tasso di recidività.[116][117]

## Prognosi

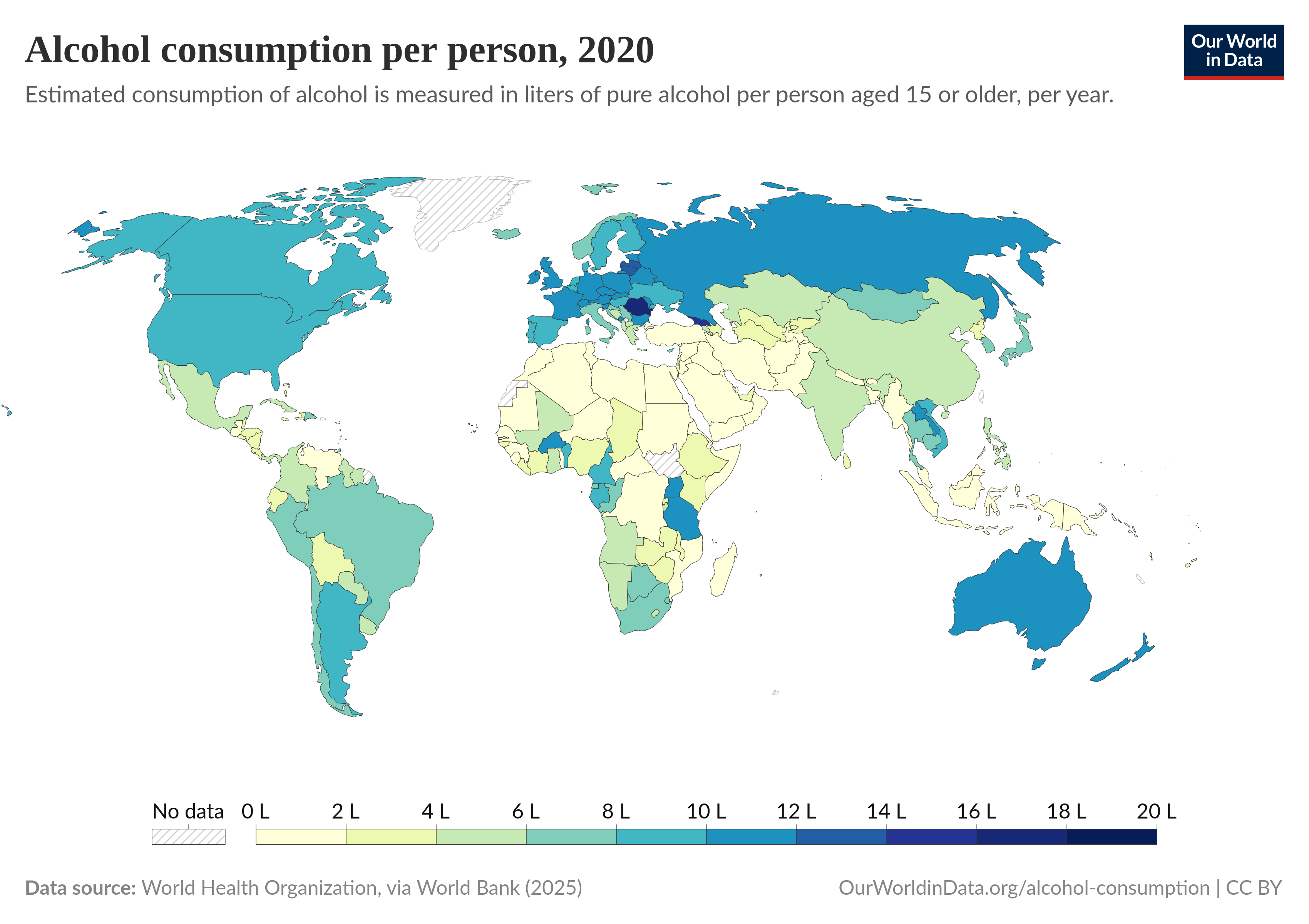
Consumo di alcol procapite in litri nel 2020

Uno studio del 2002 del National Institute on Alcohol Abuse and Alcoholism statunitense, ha esaminato un gruppo di 4 422 adulti che soddisfano i criteri per la dipendenza da alcol e ha scoperto che, dopo un anno, alcuni di essi sono stati classificati come a basso rischio, anche se solo 25,5% del gruppo ha ricevuto un trattamento. La ripartizione esatta del gruppo di studio è la seguente: il 25% è risultato essere ancora dipendente, il 27,3% era in remissione parziale (persistenza dei sintomi), l'11,8% era classificato come bevitore asintomatico (il consumo aumenta le probabilità di recidiva) e il 35,9% era completamente recuperato, di cui il 17,7% considerato a basso rischio di recidiva e il 18,2% completamente astemio.
Al contrario, invece, i risultati di uno studio sul lungo periodo (60 anni) di follow-up effettuato su due gruppi di uomini alcolisti, ha evidenziato che chi torna a bere in modo controllato, raramente persiste per più di un decennio senza recidive.
La causa più comune di morte negli alcolisti è rappresentata dalle complicazioni cardiovascolari. Si registra un alto tasso di suicidi negli alcolisti cronici. Questo si crede sia dovuto alla distorsione fisiologica della chimica del cervello, così come per l'isolamento sociale. Il suicidio è anche molto comune negli adolescenti consumatori di alcol, con il 25% dei casi, in questa fascia di età, correlati all'abuso di alcol. Circa il 18% degli alcolisti si toglie la vita e la ricerca ha dimostrato che oltre il 50% di tutti i suicidi sono associati alla dipendenza da alcol o droga. Il dato è più elevato per gli adolescenti, l'abuso di alcol o di droga per essi gioca un ruolo determinante nel 70% dei casi di suicidio.

## Aspetti sociali

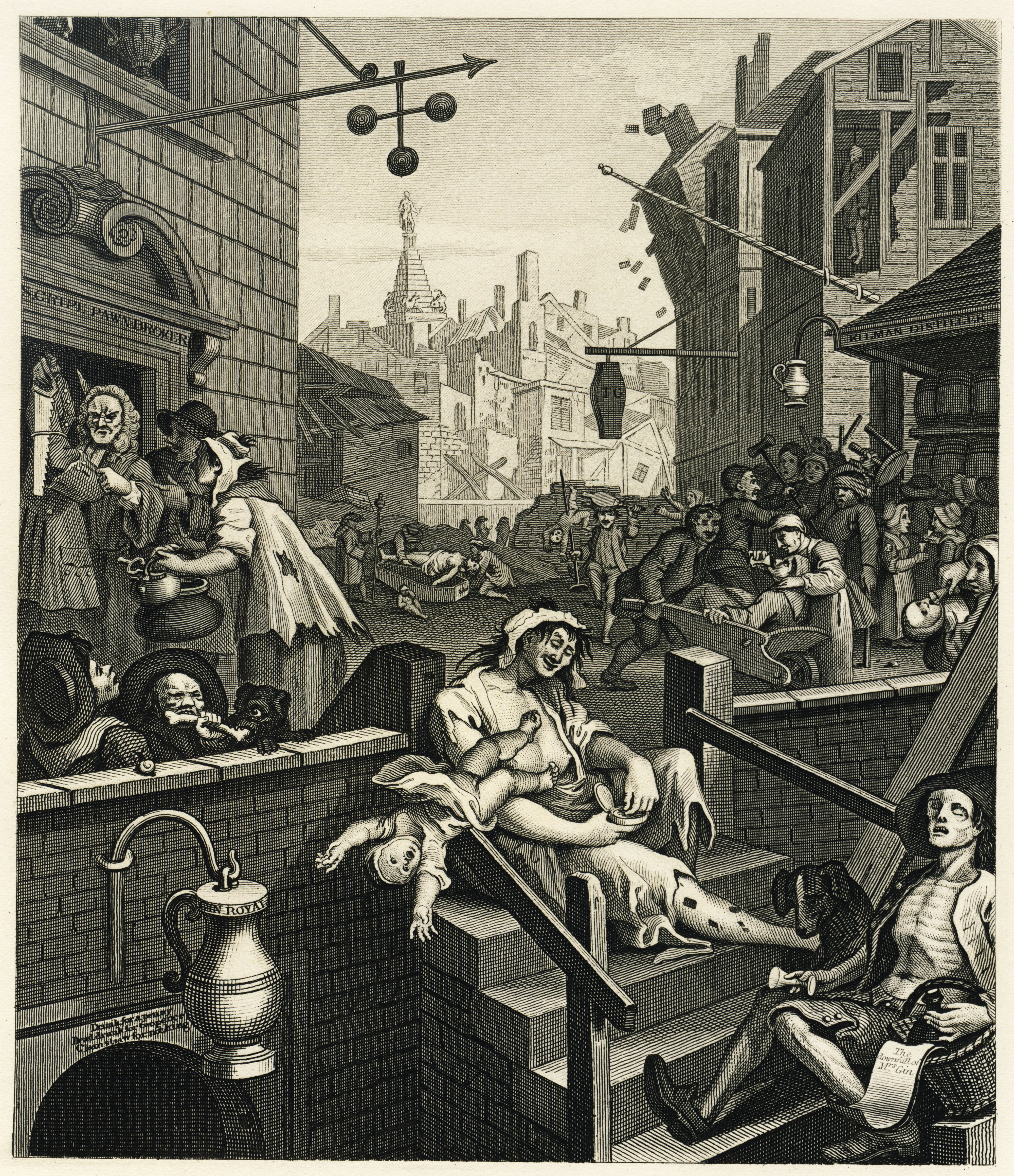
William Hogarth - Gin Lane, 1751

I vari problemi di salute associati all'abuso di alcol sono generalmente percepiti come dannosi per la società. L'eccessivo consumo di bevande alcoliche porta a frequenti ferite alla testa, ad incidenti automobilistici, a episodi di violenza e aggressioni. Al di là delle ingenti spese sanitarie che questo comporta, vi sono anche notevoli costi sociali, sia per l'alcolista che per suoi familiari. Ad esempio, il consumo di alcol da parte di una donna in gravidanza, può portare alla sindrome alcolica fetale, una condizione grave e incurabile.
Le stime, elaborate dall'Organizzazione mondiale della sanità, dei costi economici derivati dall'uso incontrollato di alcol, variano dall'1 al 6% del PIL di un paese. Uno studio ha quantificato il costo, nel 2001, sostenuto dal Regno Unito a causa di ogni forma di abuso di alcol in 18,5-20000000000 sterline.
Stereotipi basati sugli alcolisti si trovano spesso nella narrativa e nella cultura popolare. Alcuni di essi possono anche essere basati sugli stereotipi, come nella raffigurazione degli irlandesi come bevitori abituali.
Il consumo di alcol è relativamente simile tra le varie culture europee, statunitensi e australiane. Nei paesi asiatici che hanno un alto prodotto interno lordo, non vi è stato registrato un aumento del consumo rispetto ad altri paesi. È stato dimostrato però che anche in paesi con un basso PIL si registra un'elevata assunzione di alcol.
In uno studio effettuato su immigrati coreani in Canada, si è evidenziato che l'alcol era ancora una parte integrante del loro pasto, ed è ancora viva la credenza che esso sia necessario in ogni evento sociale in quanto in grado di contribuire ad avviare le conversazioni.

### Politiche e iniziative contro l'alcolismo
Visti gli alti costi sociali ed economici legati all'alcolismo, molti paesi del mondo hanno adottato politiche per contrastare il fenomeno. Questi interventi hanno coinvolto legislatori, educatori, produttori di alcol e mass-media.
Per limitare il consumo di alcol nei giovanissimi, il Consiglio dell'Unione europea ha approvato il 5 giugno 2001 il documento “Consumo di bevande alcoliche da parte di bambini e adolescenti”, che ha fatto sì che molti stati abbiano introdotto delle leggi che stabiliscono età minime per l'acquisto e la somministrazione di bevande alcoliche:
| Età                                  | Paesi |
| ------------------------------------ | --- |
| 16 anni                              | Danimarca, Francia, Georgia, Montenegro, Portogallo e Serbia. |
| 18 anni                              | Andorra, Azerbaigian, Bielorussia, Bulgaria, Croazia, Estonia, Grecia, Gran Bretagna, Irlanda, Irlanda del Nord, Italia, Kazakistan, Lettonia, Lituania, Polonia, Repubblica Ceca, Romania, Russia, Slovacchia, Slovenia, Spagna, Macedonia del Nord, Ucraina, Ungheria,Uzbekistan e Svizzera |
| 20 anni                              | Islanda, Svezia. |
| 16 anni, 18 anni per i superalcolici | Austria, Germania, Paesi Bassi. |
| 18 anni, 20 anni per i superalcolici | Finlandia, Norvegia. |

Nel 2007 il Parlamento europeo individua cinque aeree prioritarie di intervento: protezione dei giovani e dei bambini, ridurre gli incidenti stradali alcolcorrelati, prevenire il danno negli adulti e l'impatto sull'economia, incrementare la consapevolezza dell'impatto sulla salute.
In Italia, molti interventi di sensibilizzazione sono stati effettuati grazie a campagne pubblicitarie, come quella promossa dal Ministero della Salute nel 2005. Sempre in Italia le bevande alcoliche non possono essere somministrate ai minori di 18 anni.
In Scozia sono stati proposti degli innalzamenti del prezzo degli alcolici, proprio per arginare il diffuso problema dell'alcolismo. La Svizzera da molti anni adotta numerose strategie per prevenire e monitorare la diffusione del problema tra i suoi cittadini.
A seguito di gravi fatti accaduti, molte università statunitensi hanno introdotto delle iniziative per ridurre il consumo eccessivo di bevande alcoliche all'interno dei loro campus.